# Charlotte Mutsaers
Charlotte Jacoba Maria Mutsaers (Utrecht, 2 de novembre de 1942) és una pintora i escriptora de prosa i assagista neerlandesa. Va guanyar el Premi Constantijn Huygens (2000) i el Premi P.C. Hooft (2010) per la seva obra literària.

## Biografia
Charlotte Mutsaers va néixer el 2 de novembre de 1942 a Utrecht als Països Baixos. És la filla de l'historiador de l'art Barend Mutsaers qui va treballar a la Universitat d'Utrecht
Va estudiar a Amsterdam i posteriorment va exercir com a professora a un institut d'educació professional superior. A la nit va fer estudis de pintura i es va graduar a l'Acadèmia Gerrit Rietveld. Després de la seva graduació va treballar en aquesta mateixa institució, on va romandre com a professora d'art durant més de deu anys.
Com a artista d'art ha dissenyat segells, revistes culturals il·lustrades (Vrij Nederland) i cobertes de llibre. Ha exposat les seves pintures a la Galerie Clement (Amsterdam) al Museu Frans Hals (Haarlem), al Museu d'Art Modern (Arnhem),el Nieuwe Kerk (Amsterdam) i al Museu de Beyerd (Breda).
Va començar a escriure quan tenia aproximadament quaranta anys. El 2 d'abril de 2010 la televisió neerlandesa va retransmetre un documental De wereld van Charlotte Mutsaers, dirigit per Suzanne Raus. Al maig de 2010 va rebre el premi literari P.C. Hooft.

## Premis
- Premi J. Greshoff (1992) per Kersebloed[3]
- Premi Busken Huet (2000) per Zeepijn[4]
- Premi Jacobus van Looy (2000)[5]
- Premi Constantijn Huygens (2000)[6]
- Premi P.C. Hooft (2010)[7]

## Obres
- (1983) Het circus van de geest
- (1985) Hazepeper gevolgd door Napoleon, Sunt pueri pueri… en Varia(assajos)
- (1986) Mijnheer Donselaer zoekt een vrouw (còmic)
- (1988) De markiezin (novel·la)
- (1988) Hanegeschrei(còmic)
- (1990) Kersebloed (assajos)
- (1994) Rachels rokje (novel·la)
- (1996) Paardejam (assajos)
- (1999) Zeepijn (contes)
- (2002) Bont. Uit de zoo van Charlotte Mutsaers (històries d'animals; il·lustrat)
- (2003) Cheese! (llibre amb cd)
- (2008) Koetsier Herfst (novel·la)
- (2010) Pedante pendules en andere wekkers (assajos)
- (2012) Dooier op drift (poesia)
- (2012) Sodom revisited (poesia)
- (2015) Tongetje in de Bijenkorf
- (2017) Harnas van Hansaplast